# Házibuli 2. – A házibuli folytatódik
A Házibuli 2 (eredeti címén La Boum 2) egy francia filmvígjáték, mely 1982-ben készült Claude Pinoteau rendezésében, főbb szereplői Sophie Marceau, Claude Brasseur és Brigitte Fossey voltak. A Danièle Thompson által írott film története egy tinédzser lányról szól, akit a nézők már a Házibuli filmben megismerhettek, és aki ebben a részben beleszeret egy fiúba, hogy azután megküzdjön az első szerelemmel együtt járó problémákkal. A filmhez kapcsolódó legismertebb filmzene, a Cook da Books által jegyzett "Your Eyes" a filmtől független slágerként is jelentős népszerűségre tett szert. Az első részhez hasonlóan a Házibuli 2 is jelentős népszerűségre tett szert, világszerte milliók kísérték figyelemmel a vetítéseit; 1983-ban César-díjat is eredményezett a női főszereplő, Sophie Marceau számára, a legígéretesebb színésznő kategóriájában, két másik kategóriában pedig jelölést kapott a film ugyanezen díjra.

## Történet
Vic (Sophie Marceau), aki a film kezdetén tizenöt éves, egyedül, barát nélkül éli az életét, szülei viszont a korábbi zűrök után most ismét boldogan élnek együtt, ráadásul Vic dédanyja, Poupette (Denise Grey) is fejébe veszi, hogy hozzámenjen régi, kitartó udvarlójához. A lány ebben az időszakban találkozik Philippe-pel (Pierre Cosso), akinek a kisugárzása hatással lesz rá – rá kell azonban jönnie, hogy ugyanezen hatás alól a barátnője, Penelope (Sheila O'Connor) sem tudta kivonni magát.

## Szereposztás
| Szerep             | Színész               | Magyar hangja (1. szinkron, 1984) |
| ------------------ | --------------------- | --------------------------------- |
| François Beretton  | Claude Brasseur       | Pathó István                      |
| Françoise Beretton | Brigitte Fossey       | Halász Judit                      |
| Vic Beretton       | Sophie Marceau        | Kökényessy Ági                    |
| Poupette           | Denise Grey           | Feleki Sári                       |
| Étienne            | Daniel Russo          | Hirtling István                   |
| Philippe Berthier  | Pierre Cosso          | Rékasi Károly                     |
| Félix Maréchal     | Lambert Wilson        | Csere László                      |
| Pénélope Fontanet  | Sheila O’Connor       | Báthory Orsolya                   |
| Mathieu            | Alexandre Sterling    | Rudolf Péter                      |
| Samantha Fontanet  | Alexandra Gonin       | Várszegi Nikolett                 |
| Jean-Pierre        | Christopher Beaunay   | Boros Zoltán                      |
| Raoul              | Alain Beigel          | Teschner István                   |
| Stéphane           | Jean-Philippe Léonard | Tóth László                       |
| Fredo              | Philippe Kelly        | Pusztaszeri Kornél                |
| Madame Fontanet    | Claudia Morin         | Tóth Judit                        |
| Portal professzor  | Jean Leuvrais         | Versényi László                   |
| Serge, a pincér    | Robert Dalban         | Kun Vilmos                        |
| Catherine          | Zabou Breitman        | N/A                               |

## Betétdalok
1. "Your Eyes" (Cosma-Jordan) – Cook da Books – 4:38
2. "I Can't Swim" (Cosma-Harvest) – Paul Hudson – 2:25
3. "Livin' Together" (Cosma-Jordan) – Cook da Books – 3:35
4. "Disillusion" (Cosma) – King Harvest Group – 4:06
5. "Maybe You're Wrong" (Cosma-Jordan-Harvest) – Freddie Meyer & King Harvest Group – 3:25
6. "Silverman" (Cosma-Jordan) – Cook da Books – 3:38
7. "Reaching Out" (Cosma-Harvest) – Freddie Meyer & King Harvest Group – 4:57
8. "Rockin’ at the Hop" (Cosma-Jordan) – Paul Hudson – 3:20
9. "Silverman" (instrumentális) (Cosma) – King Harvest Group – 2:48
10. "La boum 2" (instrumentális) (Cosma) – King Harvest Group – 3:07[3]

## Fogadtatás

### Díjak és jelölések
- 1983 César-díj a legígéretesebb színésznőnek (Sophie Marceau) – elnyerte
- 1983 César-díj a legjobb filmzenének (Vladimir Cosma) – jelölést kapott
- 1983 César-díj a legjobb női mellékszereplőnek (Denise Grey) – jelölést kapott[4]

## Külső hivatkozások
- Házibuli 2. – A házibuli folytatódik a PORT.hu-n (magyarul)
- Házibuli 2. – A házibuli folytatódik az Internetes Szinkronadatbázisban (magyarul)
- Házibuli 2. – A házibuli folytatódik az Internet Movie Database-ben (angolul)
- Házibuli 2. – A házibuli folytatódik a Rotten Tomatoeson (angolul)
- Házibuli 2. – A házibuli folytatódik a Box Office Mojón (angolul)